# شيم نحاسي
شيم نحاسي (الاسم العلمي: Caranx papuensis) (بالإنجليزية: Brassy trevally)‏ هو نوع من الأسماك يتبع جنس الشيم من فصيلة الشيميات.